# Estación de Azambuja
La Estación da Azambuja es una plataforma de la Línea del Norte, que sirve a la localidad de Azambuja, en el Distrito de Lisboa, en Portugal.

## Características

### Localización y accesos
Se encuentra en la localidad de Azambuja, junto a la Avenida de la Estación.

### Descripción física
En enero de 2011, poseía 4 vías de circulación, dos con 515 metros de longitud, y las restantes, con 390 y 480 metros; las respectivas plataformas tenían 240, 221 y 223 metros de extensión, y 90 centímetros de altura.